# Helpfau-Uttendorf
Helpfau-Uttendorf osztrák mezőváros Felső-Ausztria Braunau am Inn-i járásában. 2019 januárjában 3646 lakosa volt. 

## Elhelyezkedése

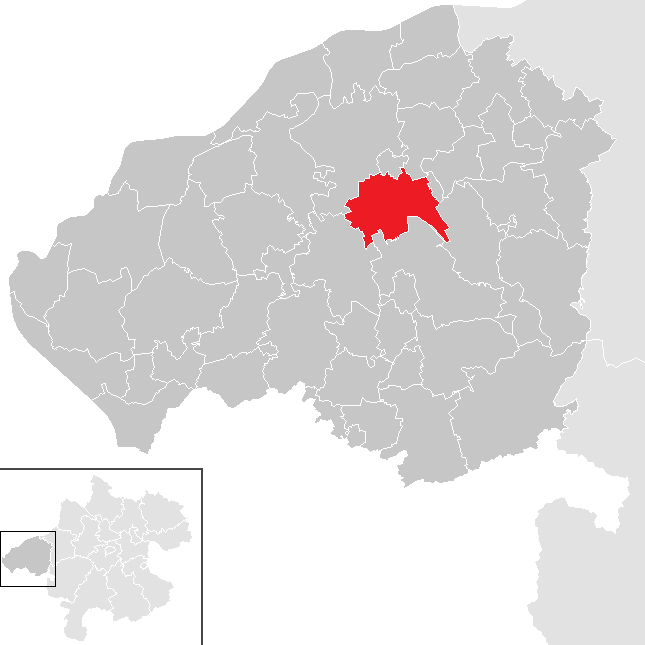
Helpfau-Uttendorf a Braunau am Inn-i járásban

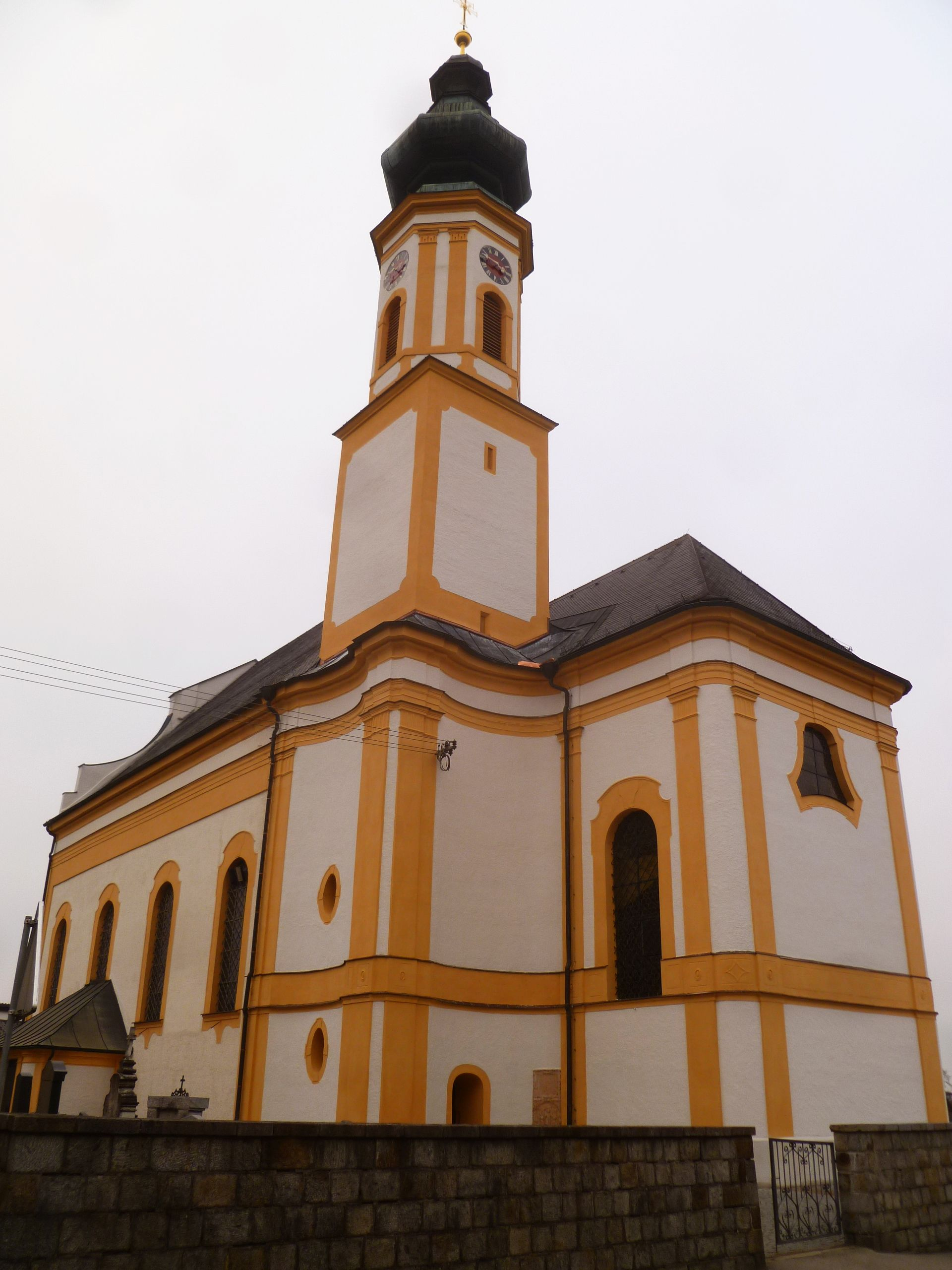
A helpfaui Szt. István-plébániatemplom

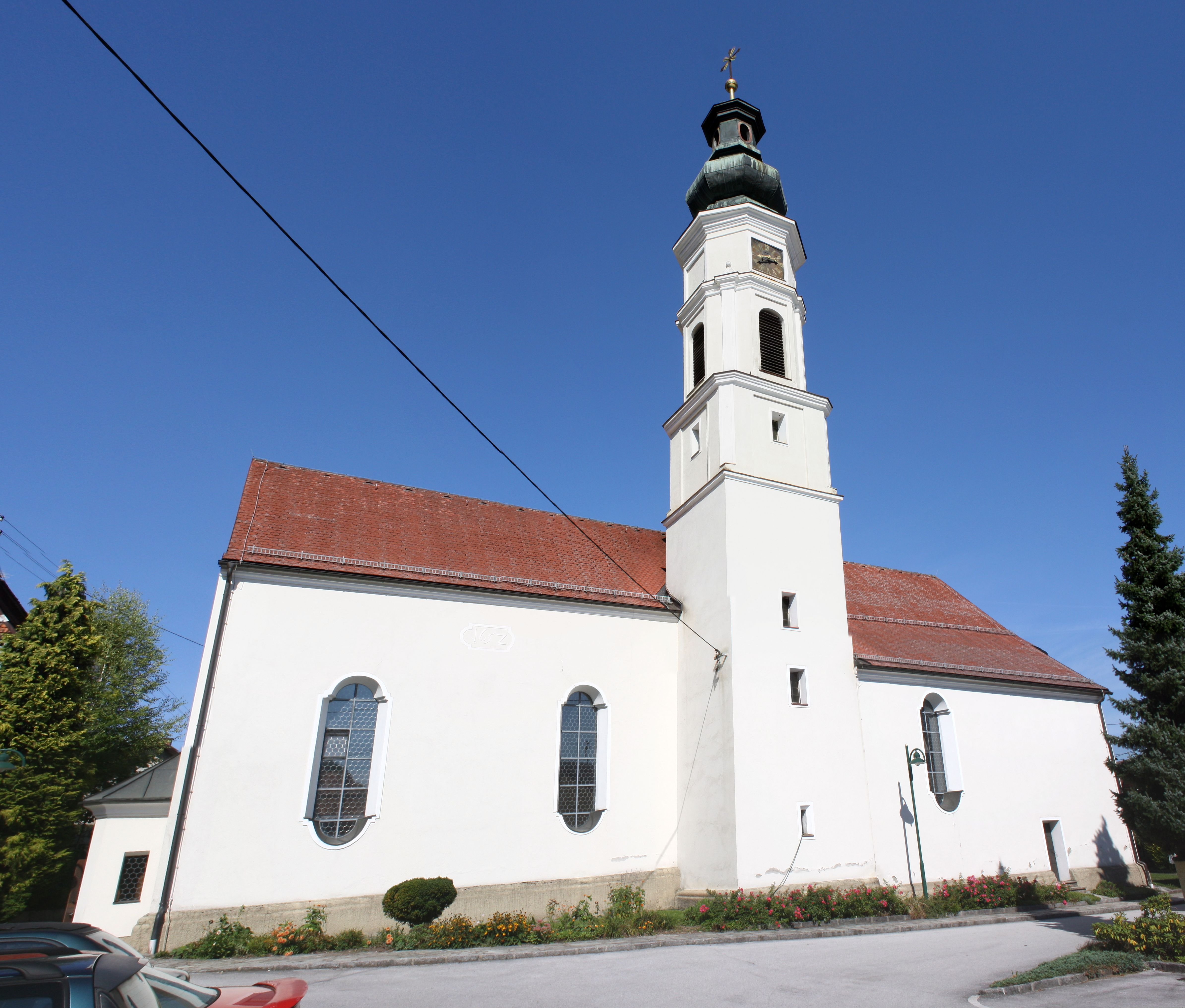
Az uttendorfi Szt. Péter és Pál-plébániatemplom

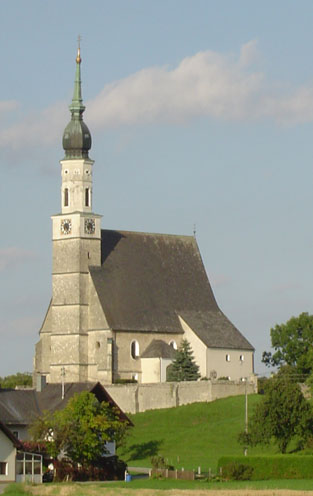
A Szt. Flórián-templom

Helpfau-Uttendorf Felső-Ausztria Innviertel régiójában fekszik a Mattig folyó bal partján. Területének 25,7%-a erdő, 62,6% áll mezógazdasági művelés alatt. Az önkormányzat 21 településrészt és falut egyesít: Alm (47 lakos 2018-ban), Anzenberg (55), Brunning (36), Freihub (12), Gaismannslohen (67), Heitzing (57), Helpfau (327), Höfen (554), Kager (8), Lohnau (293), Ort (20), Reichsdorf (60), Reith (95), Sankt Florian (157), Scheiblberg (14), Sonnleiten (106), Steinbruch (245), Steinrödt (19), Straß (30), Uttendorf (1361) és Wienern (10).
A környező önkormányzatok: északra Mauerkirchen, északkeletre Moosbach, délkeletre Maria Schmolln, délre Schalchen, délnyugatra Pischelsdorf am Engelbach, északnyugatra Burgkirchen.   

## Története
A Mattig völgye a kőkorban, kb. 7000 éve már lakott volt. A régészek feltártak egy vaskori, Hallstatt-kultúrához tartozó fejedelmi sírt, amelynek legnevezetesebb lelete egy arany nyakpánt, amely ma Linzben látható. 
Helpfaut először 789-ben említik, míg Uttendorfot 1120-ban. A mezővárosi jogokat 1481-ben nyerte el. A két település alapításától kezdve Bajorországhoz tartozott, de 1779-ben a bajor örökösödési háborút lezáró tescheni béke következtében az egész Innviertel átkerült Ausztriához. A napóleoni háborúk során néhány évre visszakerült a franciabarát Bajorországhoz, de 1814-ben Ausztria visszaszerezte a területet. 1835-ben egy tűzvész szinte az egész mezővárost elpusztította. Az önkormányzat – már Helpfau-Uttendorf néven – 1850-ben alakult meg. 
1938-ban Ausztria csatlakozott a Német Birodalomhoz; MHelpfau-Uttendorfot az Oberdonaui gauba sorolták be, majd a második világháború után visszakerült Felső-Ausztriához. 

## Lakosság
A helpfau-uttendorfi önkormányzat területén 2019 januárjában 3646 fő élt. A lakosságszám 1961 óta gyarapodó tendenciát mutat. 2016-ban a helybeliek 80,3%-a volt osztrák állampolgár; a külföldiek közül 2% a régi (2004 előtti), 9,1% az új EU-tagállamokból érkezett. 7,2% a volt Jugoszlávia (Szlovénia és Horvátország nélkül) vagy Törökország, 1,3% egyéb országok polgára. 2001-ben a lakosok 80,3%-a római katolikusnak, 3,6% evangélikusnak, 5,3% ortodoxnak, 5,2% mohamedánnak, 4,4% pedig felekezeten kívülinek vallotta magát. Ugyanekkor 6 magyar élt a mezővárosban; a nagyobb nemzetiségi csoportokat a német (88%) mellett a szerbek (5,6%), a bosnyákok (2,6%), a törökök(1,1%) és a horvátok (1%) alkották.
A lakosság számának változása:

| 2016 | 3 442 |
| 2018 | 3 573 |

## Látnivalók
- a helpfaui Szt. István-plébániatemplom
- az uttendorfi Szt. Péter és Pál-plébániatemplom
- a st. floriani Szt. Flórián-templom
- a volt kastélykápolna Kagerben

## Fordítás
- Ez a szócikk részben vagy egészben  a   Helpfau-Uttendorf című német Wikipédia-szócikk ezen változatának fordításán alapul.  Az eredeti cikk szerkesztőit annak laptörténete sorolja fel. Ez a jelzés csupán a megfogalmazás eredetét és a szerzői jogokat jelzi, nem szolgál a cikkben szereplő információk forrásmegjelöléseként.